# Liptena griveaudi
Liptena griveaudi är en fjärilsart som beskrevs av Henry Stempffer 1969. Liptena griveaudi ingår i släktet Liptena och familjen juvelvingar. Inga underarter finns listade i Catalogue of Life.